# 顧兆麐
顧兆麐（1891年—1963年）字石君，顺天府宛平县（今北京市）人，中华民国官员、语言学家。

## 生平
中华民国初年，留法俭学会于1912年成立。顧兆麐成为首批加入该会的100多名会员之一，经过预习法语，到法国留学。
民国6年（1917年）11月21日，顧兆麐派充京師學務局小學科科長。1922年1月23日，为从日本手中赎回胶济铁路，北京学界赎路集金会成立，蔡元培、王家驹任会长，谭熙鸿、郑锦、祝椿年、李大钊、顾兆麐、马寅初分任总务、宣传、交际等职务。
民国13年（1924年）11月13日，派任北京政府教育部秘書。同年11月15日，改派教育部秘書處辦事。民国14年（1925年）1月7日，派任京師學務局副局長，同日免职，另行任用为教育部秘書處辦事。同年1月22日，派任教育行政討論會會員。民国21年（1932年）9月21日，任命为国民政府教育部督學。
1936年至1937年，老舍在写《骆驼祥子》时，好友顧兆麐给他提供了许多“北平口语中的字和词”，帮助了老舍的写作。
1954年8月1日（农历七月初三）顧兆麐曾來探望顧頡剛。